# Acadèmia Sant Anselm
Acadèmia de Sant Anselm (francès Académie de Saint Anselme) fou una institució cultural valldostana fundada el 1855 per Jean-Antoine Gal i Joseph Auguste Duc, president de 1878 a 1908, amb la finalitat de promoure el conreu de la llengua francesa entre erudits, escriptors i historiadors, així com la defensa de les tradicions regionals. Membres destacats han estat Jean-Baptiste Cerlogne, Laurent Cerise, Auguste Petigat, Joseph Trèves, Federico Chabod i Joseph Bréan.